# Johanniskirche (Dessau)

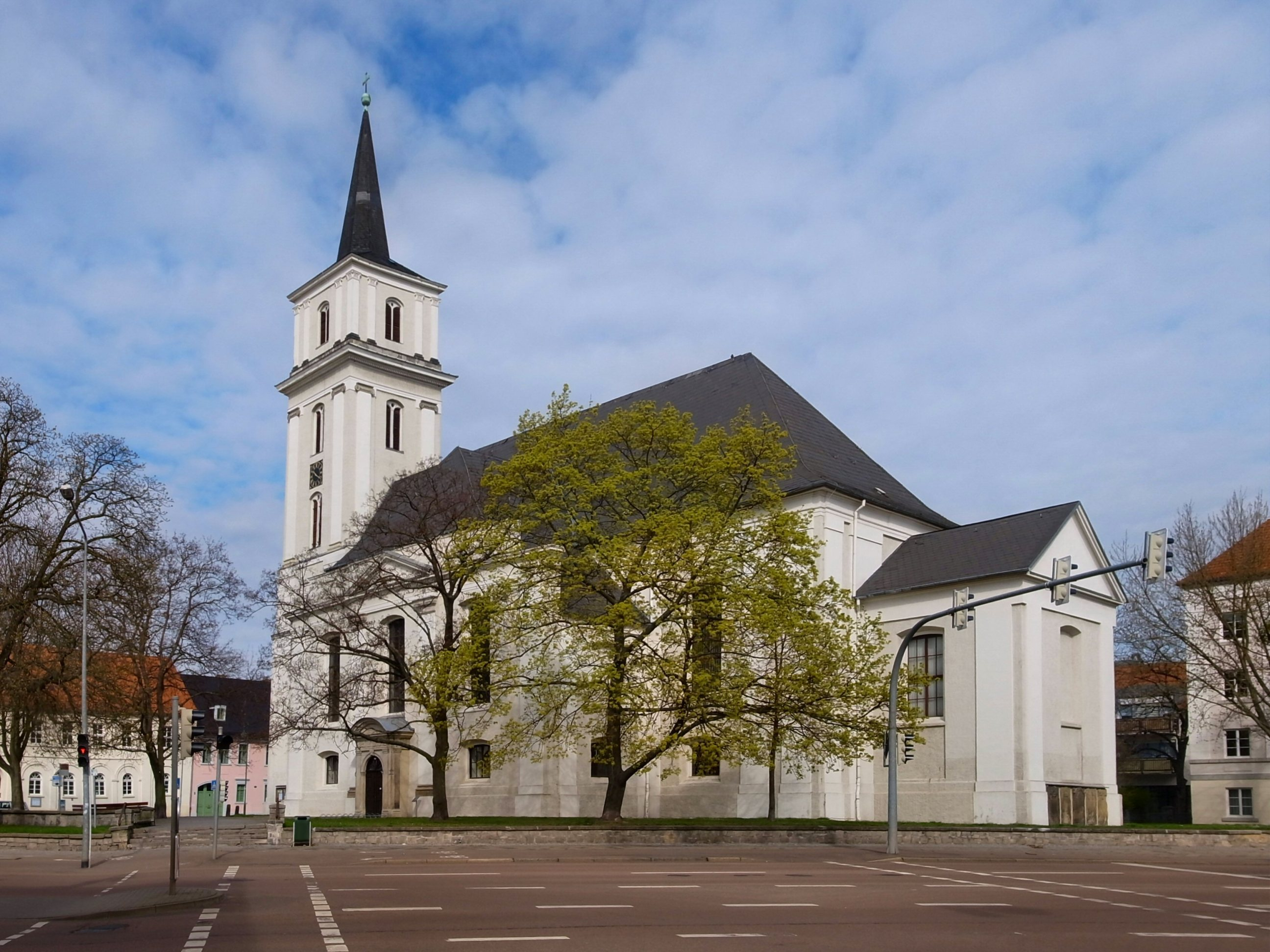
Johanniskirche

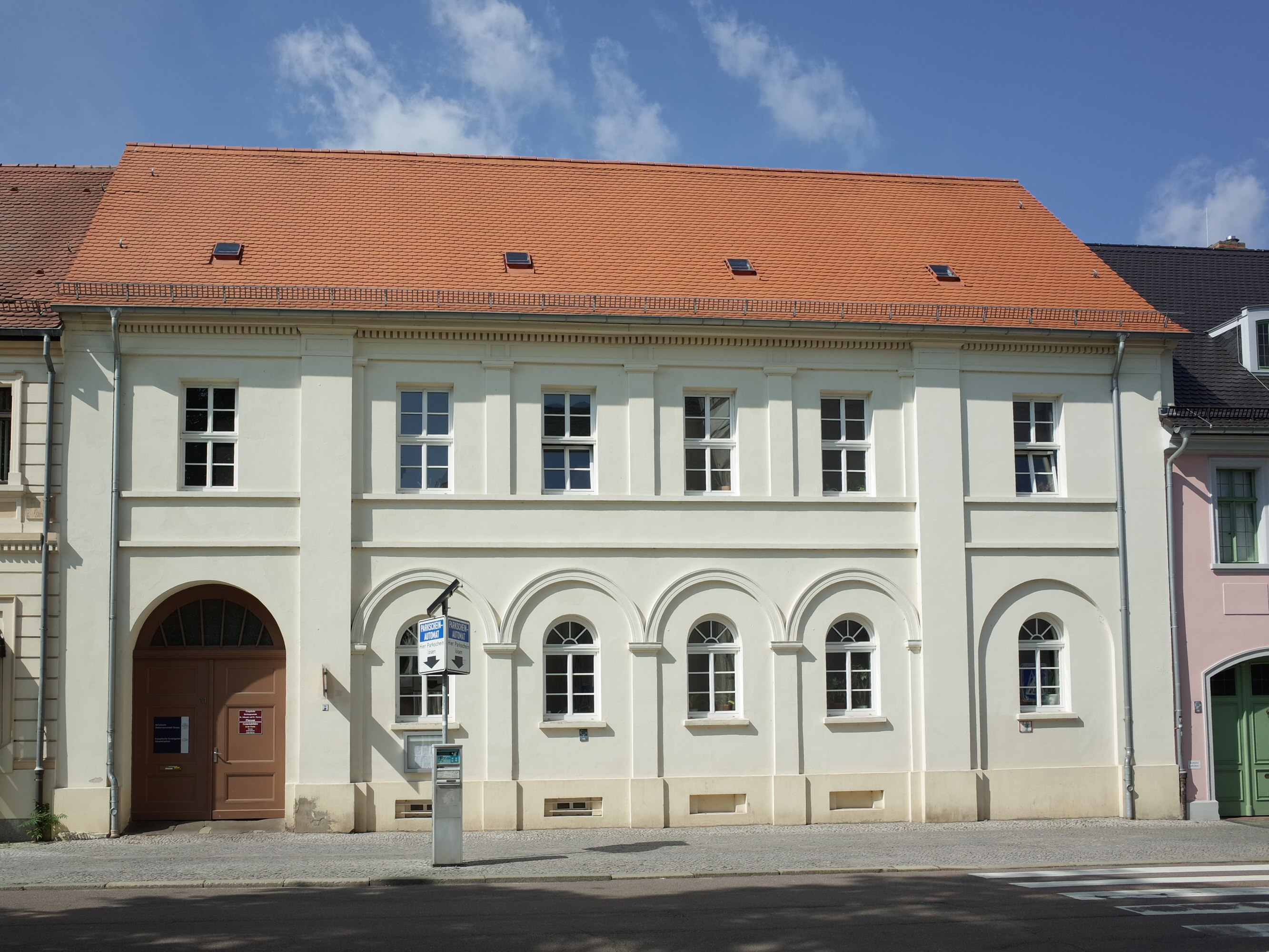
Pfarrhaus (Johannisstraße 11)

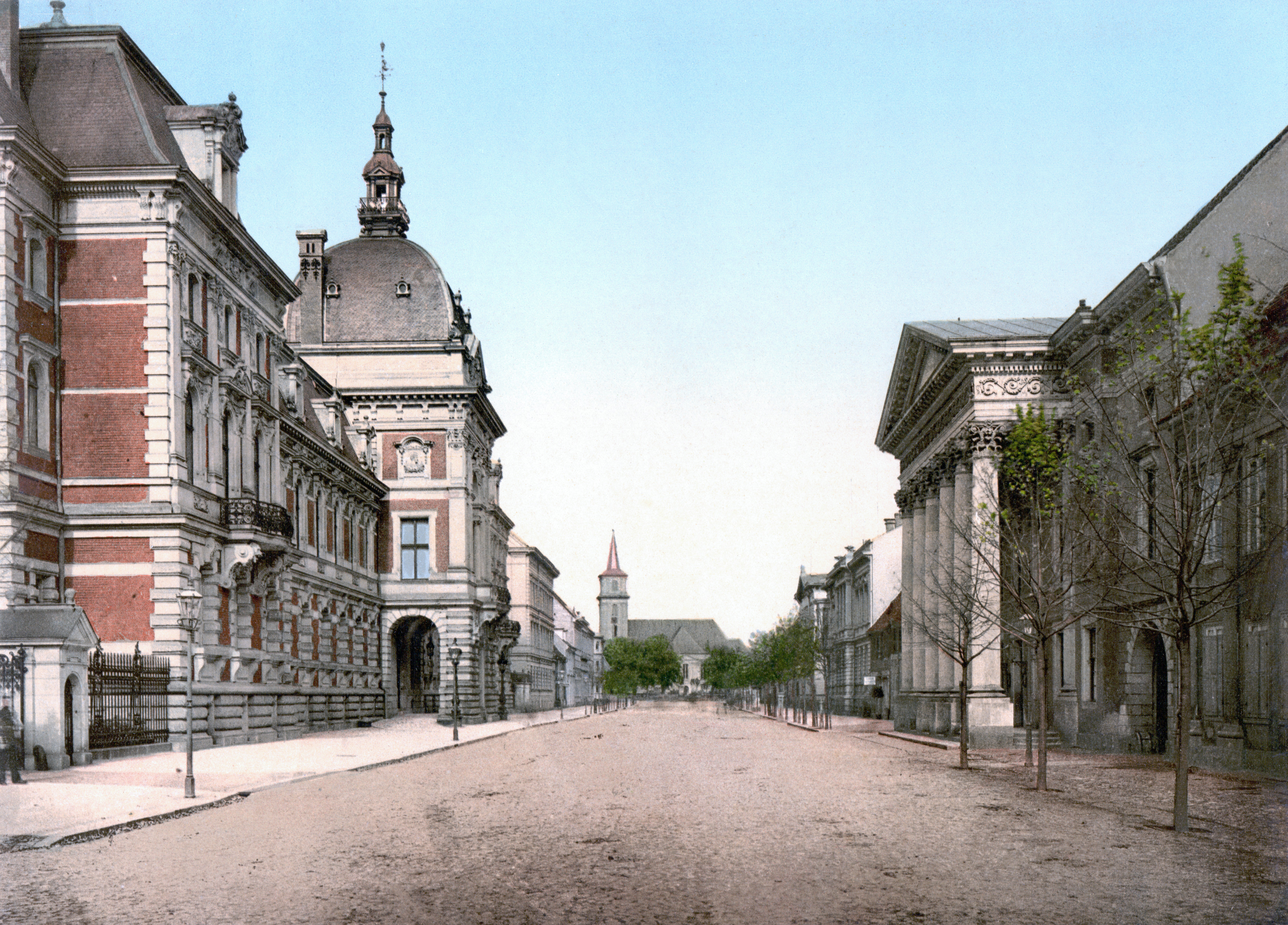
Kavalierstraße; links: Herzogliches Palais, im Hintergrund: Johanniskirche, rechts: Hoftheater (altes Foto)

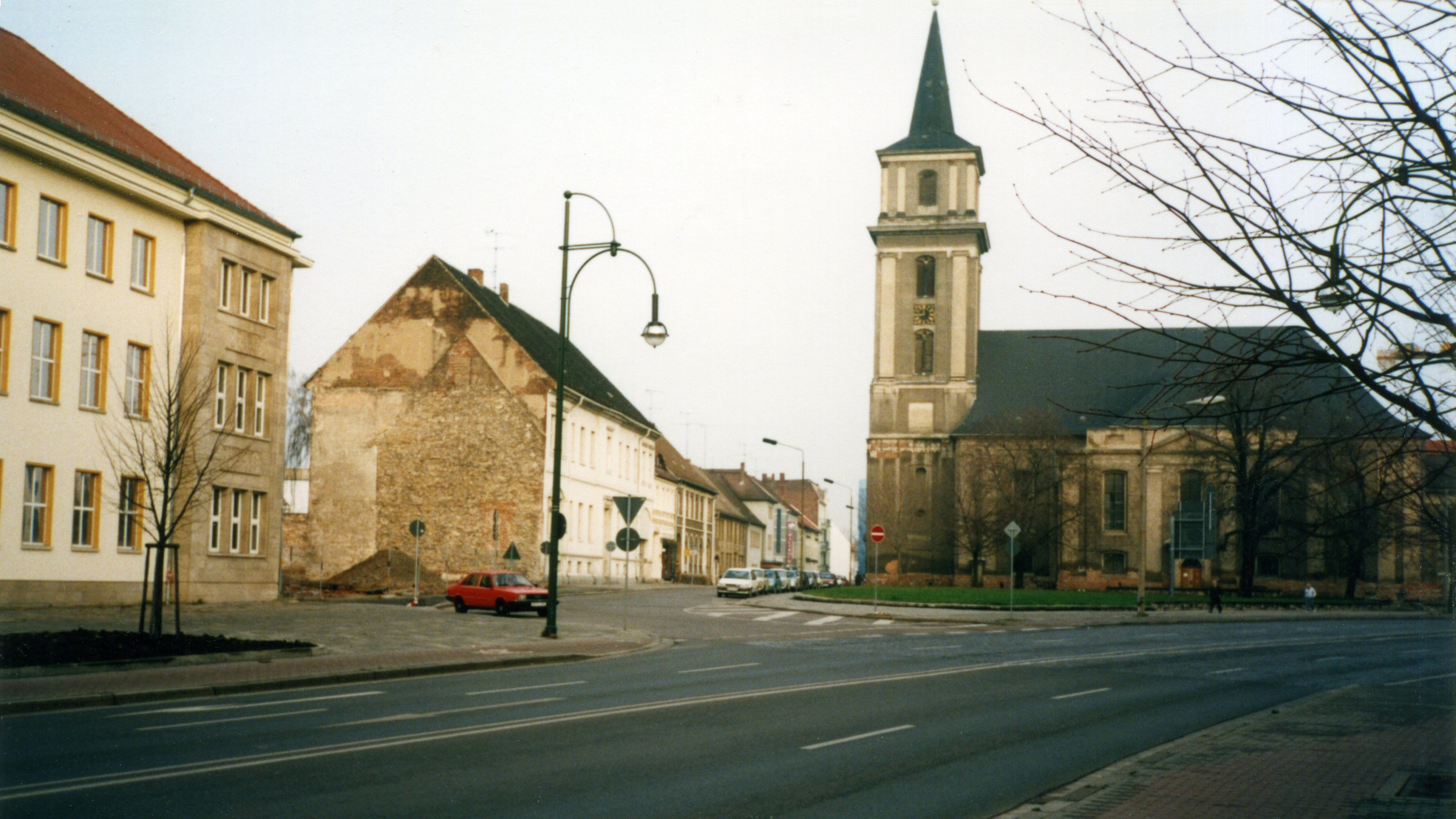
Die Johanniskirche 1995 vor der Sanierung

Die St.-Johannis-Kirche ist eine evangelische Kirche in der Johannisstraße der Neustadt von Dessau-Roßlau in Sachsen-Anhalt. Sie steht, wie fast der ganze Straßenzug der Johannisstraße, unter Denkmalschutz. Die Kirche wurde im Mai 1944 durch Bombenangriff zerstört und bis 1955 vereinfacht wiederaufgebaut.

## Geschichte
Im Fürstentum Anhalt-Dessau wurde 1534 die lutherische Reformation eingeführt. 1596 wechselte das Fürstenhaus und damit das ganze Territorium zum reformierten (calvinistischen) Bekenntnis. Erst 1679 wurde den zugewanderten Lutheranern die freie Religionsausübung und der Bau einer eigenen Kirche in Dessau, der St.-Johannes-Kirche, gestattet. Der Grundstein wurde 1690 gelegt. Der Hauptförderer und Stifter Christoph Pflug, fürstlich-anhaltischer Münzmeister, starb jedoch 1693, und ein darauf folgender Erbrechtsstreit verzögerte den Weiterbau. Mit Unterstützung des Fürsten Leopold I. konnte die Kirche schließlich 1702 vollendet und am 2. Mai desselben Jahres eingeweiht werden. 125 Jahre später, am 14. Mai 1827, beendeten die reformierten und lutherischen Gemeinden Anhalts ihre Kirchentrennung durch einen feierlichen Unionsschluss in der Dessauer Marienkirche.
Der Turm der Johanniskirche wurde 1833 nach Sturmschäden um ein Stockwerk erhöht wiederhergestellt. Eine tiefgreifende Umgestaltung des Inneren erfolgte 1868.
1923 wurde in der Kirche ein aus einem ehemaligen Kirchengestühl geschaffenes Kriegerdenkmal eingeweiht. An dieser Stelle fanden in der Folgezeit Gedenk- und Propagandafeiern von Kriegervereinen und Veteranen statt.
Nach der Zerstörung durch einen Luftangriff am 25. Mai 1944 wurde die Johanniskirche bis 1955 wieder aufgebaut, wobei die Barockgestalt des Innenraums nicht wiederhergestellt wurde.
Da die mittelalterliche Stadtkirche St. Marien seit der Kriegszerstörung nicht mehr als Kirche genutzt wird, ist St. Johannis der zentrale Ort für Festgottesdienste der Evangelischen Landeskirche Anhalts.

## Architektur
Die Johanniskirche ist ein geosteter, flach gedeckter Saalbau mit querhausartigen Erweiterungen und einem spitzhelmigen Glockenturm im Westen in den Formen des klassizistischen Barock.

## Ausstattung
In der Johanniskirche befinden sich drei Cranach-Gemälde aus der Marienkirche (Jesus im Garten Gethsemane, Abendmahl und Kreuzigung).

## Orgel
1990 wurde im Altarraum eine neue Orgel der Firma Eule mit 48 Registern auf drei Manualen und Pedal eingebaut. Die Orgel besitzt mechanische Schleifladen. Die Disposition lautet wie folgt:
| I Hauptwerk C–a3             |        |
| Bordun                       | 16′    |
| Principal                    | 8′     |
| Koppelflöte                  | 8′     |
| Gamba                        | 8′     |
| Oktave                       | 4′     |
| Spitzflöte                   | 4′     |
| Oktave                       | 2′     |
| Quinte (Vorabzug aus Mixtur) | 1 3⁄5′ |
| Mixtur IV                    |        |
| Cornett V                    |        |
| Fagott                       | 16′    |
| Trompete                     | 8′     |

| II Brustwerk C–a3                   |        |
| Holzgedackt                         | 8′     |
| Quintade                            | 8′     |
| Praestant                           | 4′     |
| Rohrflöte                           | 4′     |
| Oktave                              | 2′     |
| Quinte                              | 1 ⁄3′  |
| Terz (Vorabzug aus Septsesquialter) | 1 3⁄5′ |
| Septsesquialter III                 |        |
| Zimbel III                          |        |
| Rohrschalmei                        | 8′     |
| Tremulant                           |        |

| III Schwellwerk C–a3 |        |
| Gedackt              | 16′    |
| Metallflöte          | 8′     |
| Bleigedackt          | 8′     |
| Salicional           | 8′     |
| Unda Maris           | 8′     |
| Oktave               | 4′     |
| Holzflöte            | 4′     |
| Viola                | 4′     |
| Waldflöte            | 2′     |
| Sifflöte             | 1′     |
| Rohrnasat            | 2 ⁄3′  |
| Terz                 | 1 3⁄5′ |
| Scharff IV           |        |
| Dulzian              | 16′    |
| Cromorne             | 8′     |
| Tremulant            |        |

| Pedal C–f1    |         |
| Prinzipalbaß  | 16′     |
| Subbaß        | 16′     |
| Zartbaß       | 16′     |
| Quintbaß      | 10 2⁄3′ |
| Oktavbaß      | 8′      |
| Gedacktbaß    | 8′      |
| Oktave        | 4′      |
| Spillflöte    | 4′      |
| Pedalmixtur V |         |
| Posaune       | 16′     |
| Trompete      | 8′      |
| Clarine       | 4′      |

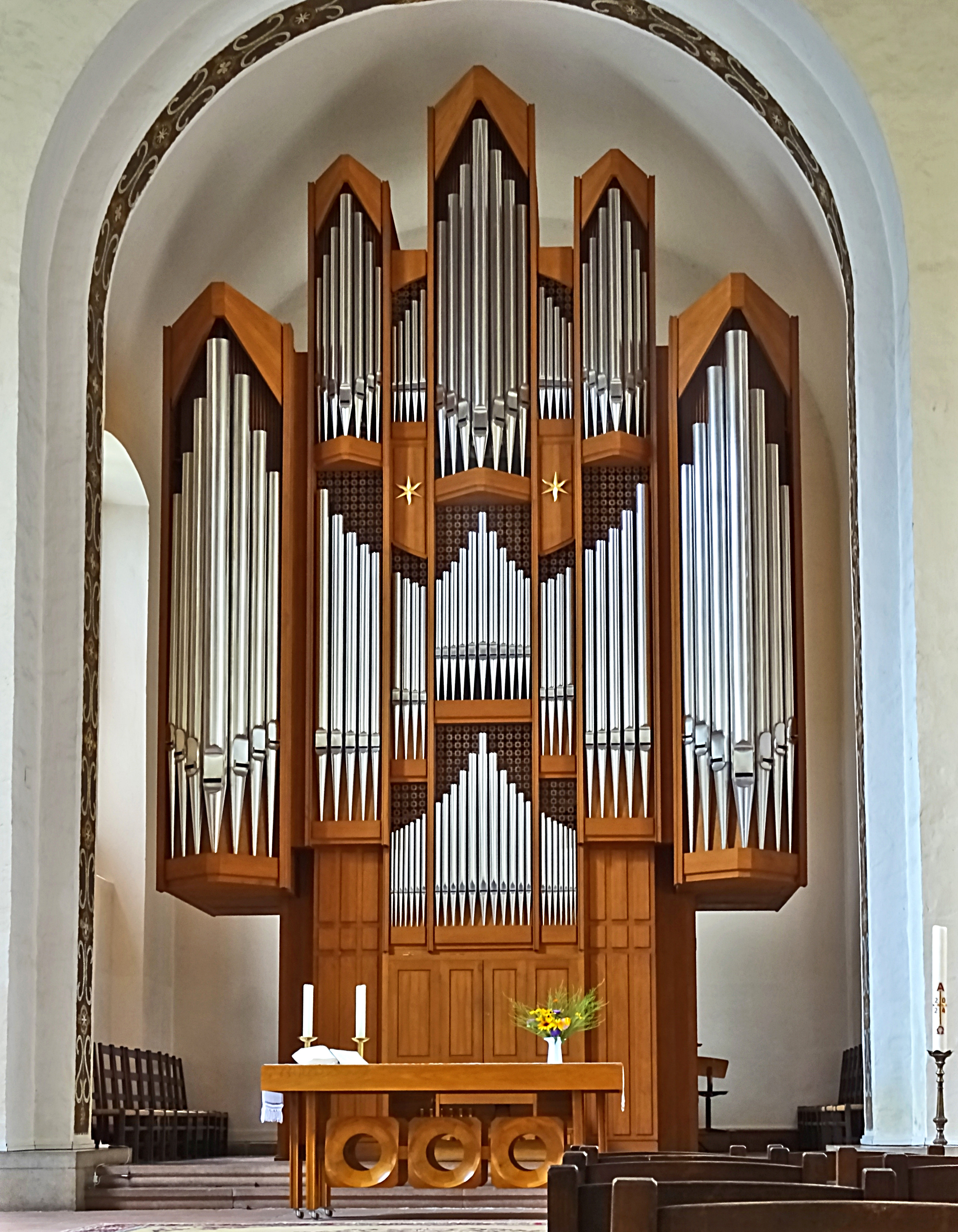
Eule-Orgel

- Koppeln: II/I, III/I, III/II, I/P, II/P, III/P
- Nebenregister: Zimbelstern

## Fotos

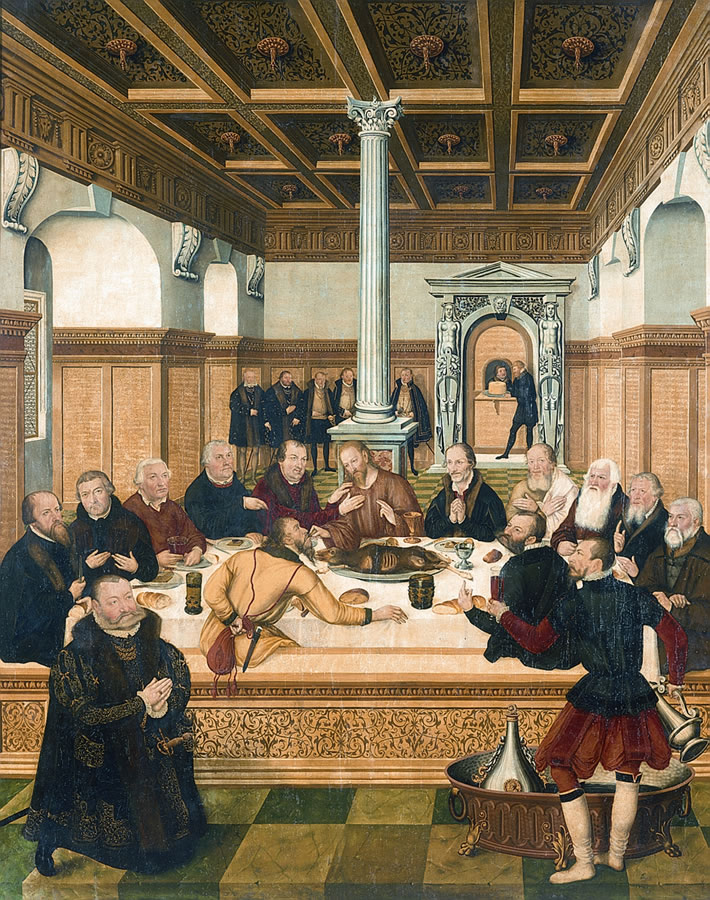
Lucas Cranach d. J.: Abendmahl
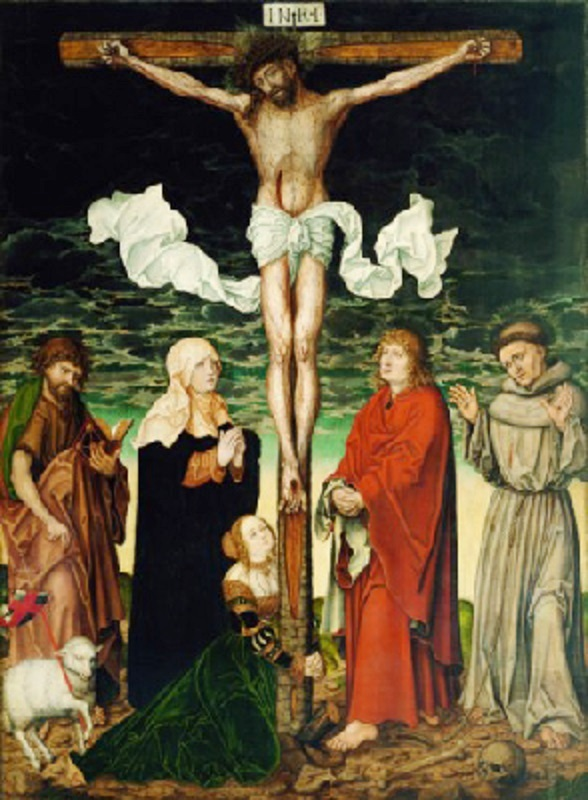
Lucas Cranach d. Ä.: Kreuzigung
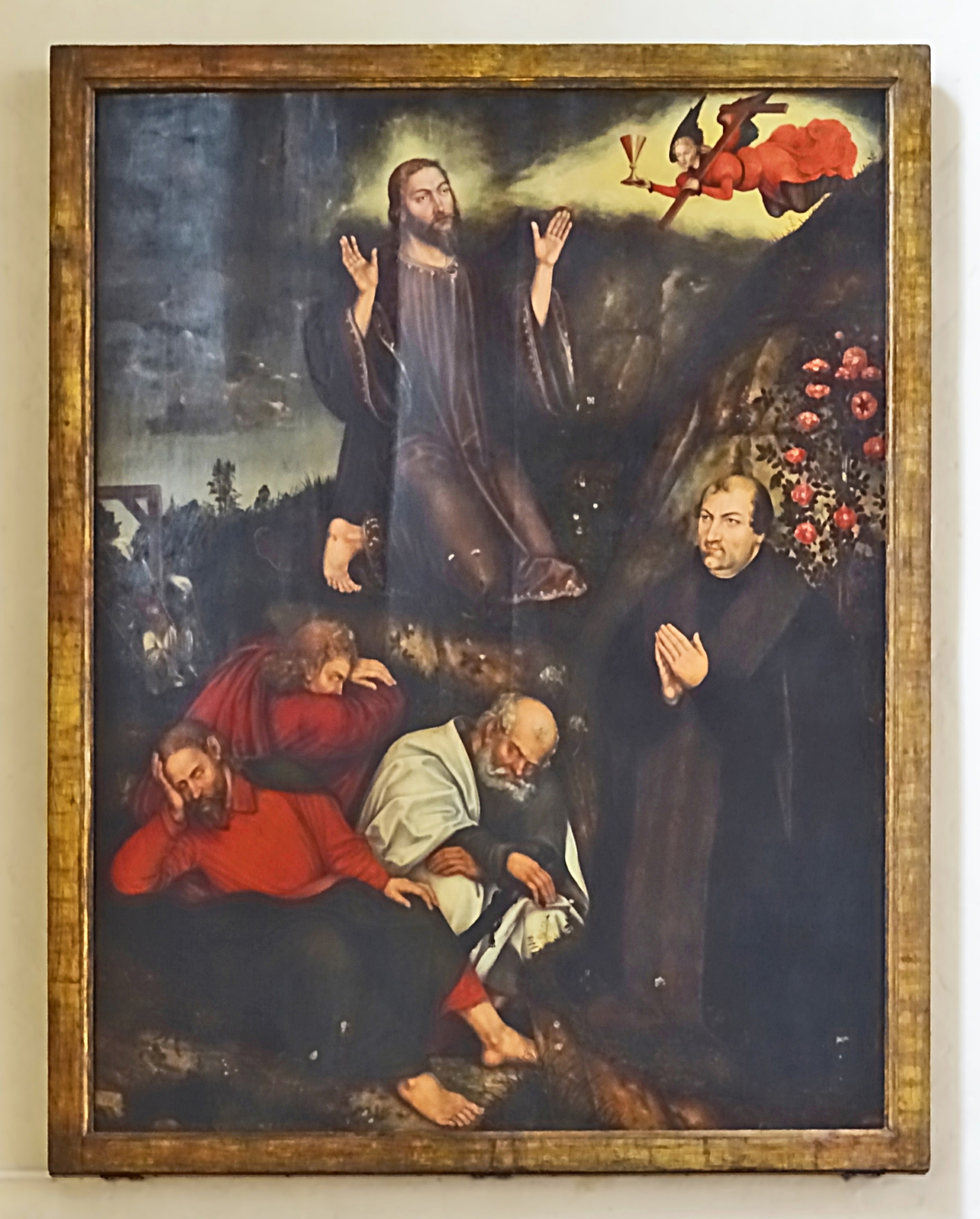
Lucas Cranach d. J.: Jesus im Garten Gethsemane
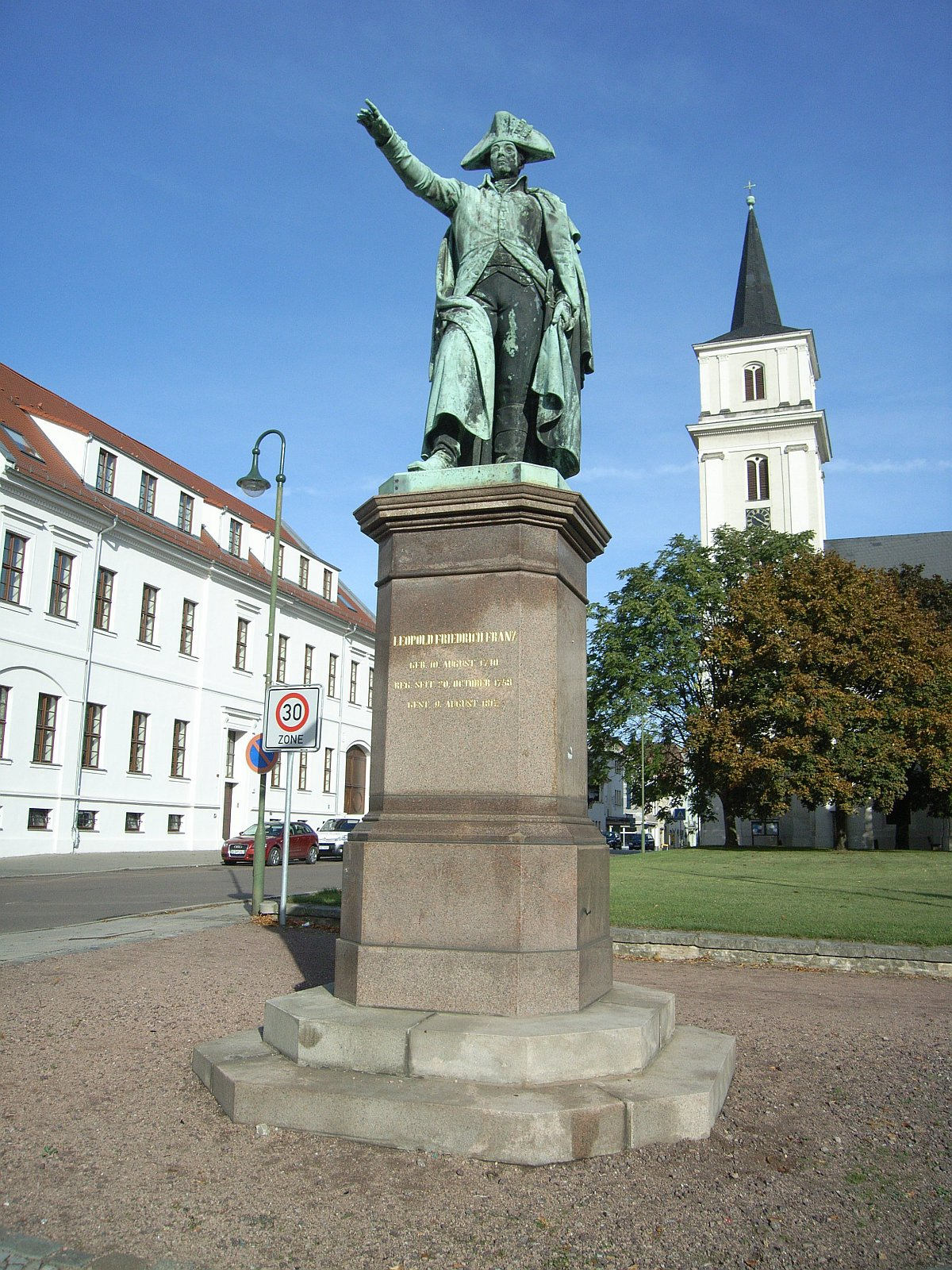
Standbild Fürst Leopold III. Friedrich Franz mit der St. Johanniskirche im Hintergrund